# Едем Амет оглу Татаров
Едем Амет оглу Татаров — кримськотатарський активіст, поет.

## Короткий життєпис
Батько, Амер Татар, працював на пошті телеграфістом, мама, Еббе — домогосподарка. Крім Едема (старшого) у батьків було ще троє дітей.
Пережив німецько-радянську війну та депортацію, у травні 1944 року з родиною виселений до Самаркандської області — колгосп ім. Леніна Пайарикського району. Протягом півтора року з родини від хвороб та голоду померло четверо людей. Працював в Самарканді на заводі «Червоний двигун». 1948 року закінчив Самаркандське ремісниче училище № 7, до праці спрямований в місто Нукус, по тому працював у Чарджоу. Працював у Пайарикському районі до 1954 року слюсарем на  МТС, до 1972 року — в Самарканді у автотаксопарку.
З 1957 року брав участь в Національному русі кримських татар. 1959 року одружився, у Едема та Ельміри в Самарканді народилися дочка Зарема та син Ейваз. Того ж року побував на Батьківщині, в Криму, і написав першого вірша, якого до 1980-х відмовлялися друкувати.
1968 року після участі в Республіканській зустрічі ініціативних груп викликаний на допит до КДБ. 1972 року спробував переїхати до Криму, через кілька місяців після постійних гонінь перебрався до Новоросійська, де проживав з родиною до 1999 року і працював у Головкурортторгу. З 1986 року активно брав участь в роботі Новоросійської ініціативної групи кримськотатарського народу. 1988-го в складі групи їздив до Москви для інформування 19-ї Всесоюзної партконференції про нерозв'язаність кримськотатарського питання, КДБ 2 доби тримав активіста в «Матроській тиші».
На початку 1990-х родина Едема Татарова повернулася до Криму, з 1999 — в Сімферополі, 2005 року оселилася в Ялті. 2007 року Едем вирішив вступити до лав відновленої кримськотатарської партії Міллі фірка.
2011 року з нагоди його 80-ліття кримськотатарською мовою видано книгу «Едем Татаров — людина зі співочим серцем». Після початку російської анексії Криму йому стало зле від потоку добірної російської пропаганди з телеекрану[джерело?], забрала швидка 21 лютого. Помер у лікарні 27 лютого 2014-го.
Творив вірші кримськотатарською мовою, до яких писали музику.